# Between Nothingness & Eternity
Between Nothingness & Eternity es el primer álbum en vivo de la banda Mahavishnu Orchestra, publicado en noviembre de 1973 por Columbia Records.

## Grabación
Según el listado de Mahavishnu Orchestra Gigs de Walter Kolosky, fue grabado en vivo en el Schaefer Music Festival, celebrado en Central Park, Nueva York, el 17 y 18 de agosto de 1973, sin embargo, las grabaciones disponibles indican que todo el material del álbum fue tomado únicamente de la segunda noche.

## The Lost Trident Sessions
Originalmente, el tercer álbum de Mahavishnu Orchestra iba a ser un álbum de estudio, grabado en junio de 1973 en los estudios Trident en Londres, pero fue descartado durante los últimos días del proyecto. El álbum en vivo, que contiene versiones de tres de las seis canciones originales, fue lanzado como el último álbum durante el período de la formación original de la banda. El álbum de estudio original fue lanzado en 1999 como The Lost Trident Sessions.

## Relanzamientos
Between Nothingness & Eternity se incluyó en 2011 como parte de la caja de The Complete Columbia Albums Collection, junto con los otros álbumes de la primera formación de la banda, incluido The Lost Trident Sessions. Esta nueva versión fue una nueva mezcla diferente con un minuto adicional de música de «Sister Andrea». La caja también contenía un álbum llamado Unreleased Tracks from Between Nothingness & Eternity, que contiene otras selecciones de los dos shows de Central Park.

## Recepción de la crítica
Un escritor no especificado de la revista Cash Box declaró: “Siempre es un placer escuchar algo de John McLaughlin y su banda y este gran LP en vivo desde Central Park realizado en agosto de 1973 no es una excepción. Presentando la trilogía; «The Sunlit Path», «La Mere de la Mer» y «Tomorrow's Story Not the Same», el álbum es una maravillosa representación de texturas y sentimientos que solo artistas sensibles como estos podrían capturar. «Sister Andrea» es impresionante y la cara 2, que consta únicamente de la pieza épica, «Dream», te llevará a mundos de música que nunca soñaste que existían. Particularmente bellas son las estrechas armonías instrumentales y la dinámica controlada”. Un escritor no especificado de la revista Billboard escribió: “La energía colectiva y el poder explosivo del quinteto sigue siendo una de sus características más constantes. Este LP es más una experiencia de rock grandilocuente que un viaje de jazz comprensivo. [...] El brillante y penetrante trabajo de guitarra de John McLaughlin se convierte en una joya en concierto con los patrones de batería improvisados de Billy Cobham en «Dream». «Sister Andrea» es lo más parecido a una melodía pop de estructura simple en el LP”.

### Revisiones retrospectivas
En una reseña en retrospectiva para AllMusic, Richard S. Ginell comentó: “McLaughlin es tan llamativo y ruidoso como siempre con la guitarra eléctrica de doble mástil, y Hammer y el violinista Jerry Goodman son rivales para él en el departamento de velocidad, con el baterista Billy Cobham mostrando una potencia y destreza convincentes y crudas en su trabajo. Sin embargo, a pesar de toda la magnífica interpretación, uno realmente no escucha mucha música en este álbum; la electricidad y la empatía competitiva claramente no son suficientes, particularmente en «Dream», de 21 minutos, que dejó a muchos fanáticos sintiéndose decepcionados”. El crítico de All About Jazz, Walter Kolosky, declaró: “Si bien la banda había producido dos álbumes de estudio realmente geniales anteriormente, BNE tenía como objetivo mostrar su legendaria presentación en vivo. Lamentablemente, esta grabación no captura completamente esa experiencia”. Robert Christgau, escribiendo para Creem, comentó: “El último delirio [de la banda] es un éxito”. Christgau se mostró menos entusiasta en Christgau's Record Guide: Rock Albums of the Seventies, escribiendo: “Este álbum en vivo es tan tosco como es posible que se grabe—incluso escuché una cita de «Sunshine of Your Love», y el entusiasmo por la sencilla melodía de rock de Jan Hammer «Sister Andrea» es un éxito. Los parches vacíos son inevitables, pero muy pocos. Sin embargo, estoy empezando a preguntarme cuánto tiempo podrá McLaughlin hacer que su fusión funcione. Como esto es jazz, McLaughlin y Cobham realmente improvisan (sobre los demás a veces tengo mis dudas). Pero como es rock, las notas y los acentos que tocan no importan mucho—lo que comunica es el concepto, que es principalmente una cuestión de dinámica y que no ha cambiado en absoluto en tres álbumes”.

## Lista de canciones
| Lado uno |                                                                                         |                 |          |  |
| N.º      | Título                                                                                  | Música          | Duración |  |
| 1.       | «Trilogy» I. «Sunlit Path» II. «La Mere de la Mer» III. «Tomorrow's Story Not the Same» | John McLaughlin | 12:16    |  |
| 2.       | «Sister Andrea»                                                                         | Jan Hammer      | 8:37     |  |

| Lado dos |         |            |          |  |
| N.º      | Título  | Música     | Duración |  |
| 1.       | «Dream» | McLaughlin | 21:26    |  |

## Créditos y personal
Créditos adaptados desde las notas de álbum de Between Nothingness & Eternity.
The Mahavishnu Orchestra
- John McLaughlin – guitarra
- Jan Hammer – piano, sintetizador Moog
- Jerry Goodman – violín
- Rick Laird – bajo eléctrico
- Billy Cobham – batería

Personal técnico
- Murray Krugman – productor
- John McLaughlin – productor
- Stuart “Dinky” Dawson – sonido
- Tim Geelan – ingeniero de audio
- Ashok – diseño de portada, fotografía
- Helmut Wimmer – ilustración

## Posicionamiento
| Gráfica (1974)                            | Pico de posición |
| ----------------------------------------- | ---------------- |
| Australia (Kent Music Report)             | 42               |
| Estados Unidos (Billboard Top LPs & Tape) | 41               |